# Felipe Contepomi

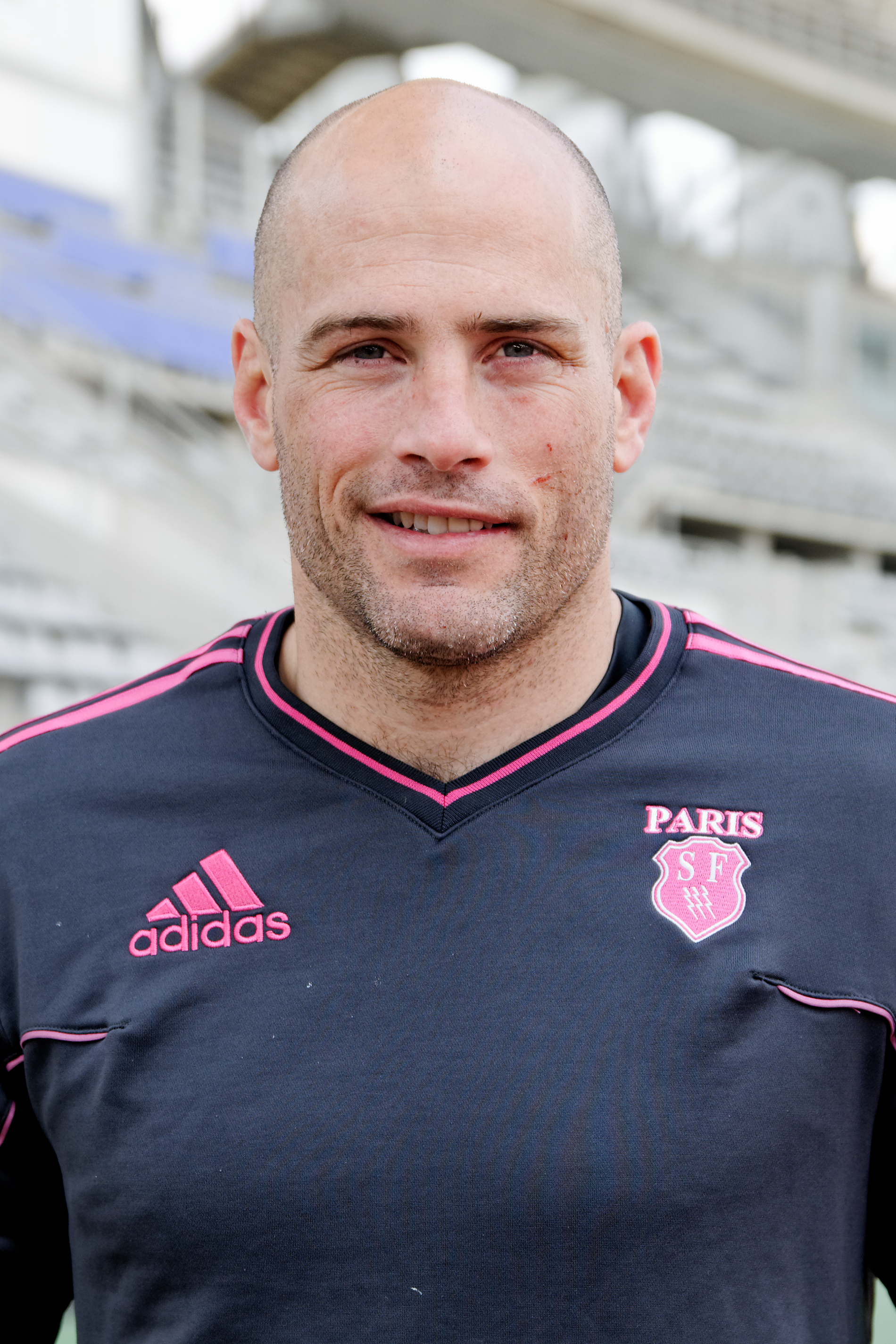
Felipe Contepomi

Felipe Contepomi (Buenos Aires, 20 de agosto de 1977) é um ex jogador argentino da Seleção Argentina de Rugby, médico e treinador. Jogou nas posições de fly-half e como centre no Bristol Rugby, na Inglaterra, no Leinster Rugby (Irlanda), Rugby-Club Toulonnais (França), Stade Français (França) e Club Newman (na Argentina).
Contepomi disputou 87 jogos com Los Pumas, foi capitão da Seleção (2012) e máximo artilheiro com (651) pontos. Começou a jogar rugby no Club Newman, em Buenos Aires.
Na temporada 2005-2006 se destacou ajudando o Leinster na Heineken Cup, a ganhar do Toulouse por 41-35, marcando 21 pontos.
Se formou na carreira de medicina. Estudou no Royal College of Surgeons of Ireland em Dublin, Irlanda.